# 精確射手步槍

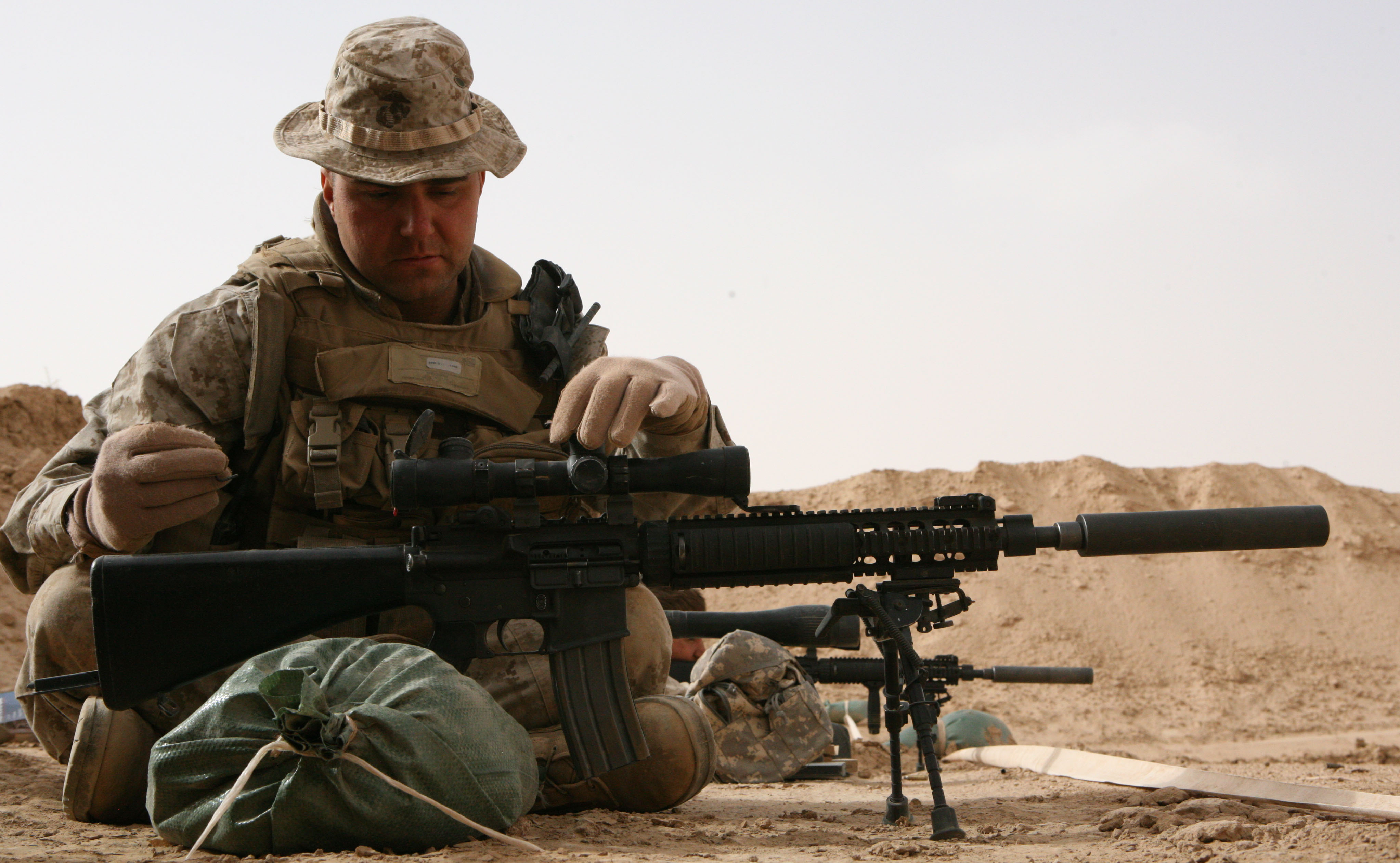
Mk_12特別用途步槍

精確射手步槍（英文： Designated Marksman Rifle ，簡稱：DMR）是用來配備給步兵班中的精確射手使用的步枪，為步兵班提供精准的中远距離火力延伸。

## 概述
精確射手步槍來自於阿富汗等中东地区的非傳統戰爭戰鬥場合。美軍及其盟友在中東山地及城鎮交雜的複雜地勢作戰總結經驗發現，必須要有一種比一般步槍更為精準、射程及殺傷力更大、同時也要比一般狙擊槍更快速的槍枝來提供步兵即時支援。不要求像狙擊槍般具在1000公尺內仍能精確殺傷的能力；但是要在500公尺內命中敵人中心軀幹或穿透掩護物後，仍俱備充足殺傷力的精確射手步槍的概念就此面世。精確射手步槍和狙擊槍並不相同，源於精確射手職責上不同於狙擊手。狙擊手通常於隱蔽情況下射殺長距離的敵人，以一槍擊斃敵人為目標，極少直接與敵人在短距離交戰，因此狙擊槍以簡單機械結構但精準度極高的旋轉後拉式槍機手動狙擊步槍為主（有部分大口徑狙擊槍，因射程、彈藥及使用性質等因素而採用半自動系統，但它們亦算作狙擊步槍）。而精確射手的目標是支援射擊一般步兵無法命中或有效殺傷的中远距離敵人。和狙擊手不相同，精確射手和步兵班一起行動，因此精確射手也有可能與敵人在近距離交戰。為了兼顧上述情況，精確射手步槍除了需給予使用者高精準度外，同時還須保留一定程度的火力。精確射手步槍像是一種介乎於突擊步槍和狙擊步槍的武器，多數採用由部份精準度較高的戰鬥步槍改裝而成的半自動步槍。例如：改裝自HK 417的HK G28或美国海軍陸戰隊採用M38精確射手步槍。

## 未來發展趨勢
隨著槍械/子彈科技日益進步、制式步槍口徑提升、制式武器統一化等因素，戰鬥步槍和精確武器射手步槍的分野越來越少。不少現代戰鬥步槍的準繩度已經相當高，和精確射手步槍相差不大。例如，M27 IAR-原本用於取代M4/M16和M249 SAW的全自動步槍在半自動模式下最大有效射程高達600米，美國海軍陸戰隊為其加裝光學瞄具和消音器後改名為M38精確射手步槍，並小規模裝備試驗中。鑑於M27 IAR優越的性能，未來很有機會步兵班中所有成員均使用同一槍械並配備不同配件來滿足不同成員的分工。例如：同樣是M27，機槍兵配以彈鼓，而精確射手則配以光學瞄具之如此類。現時，各國軍隊都有朝著上述目標努力的趨勢，因为若實行同一槍械不同配件滿足不同分工的策略，除了减少特定兵種戰場作戰的風險外，还将使槍械管理得到大大簡化進而節省大量費用。
另外，在子彈方面，過往各國軍隊需要發展精確射手步槍以別於普通戰鬥步槍的原因之一是因為大口徑和小口徑子彈有其分工。小口徑子彈在命中人體後易翻滾，造成嚴重傷害和強大的制止力，但是遠距離威力差，而且面對障礙物的穿透性低。大口徑子彈在近距離命中人體後容易直接貫穿人體造成誤傷，大後座力亦不利講求靈活和速度的CQB。然而，與小口徑相比遠距離仍保有充足威力，對障礙物穿透性好。因此兩者有其相對應的任務。然而，美軍近年研發的5.56 M855A1彈不但改良發射藥配方，彈頭更獲得革命性改革。彈頭在命中後變形，前方外露的鋼芯穿透體會繼續穿透，包裹後方的銅皮則會變形，因而同時兼具強穿透力和制止力。把這項技術應用在7.62 的m80a1也有相應的改善。這技術大幅收窄大口徑全威力彈和小口徑步槍彈之間的分工。另外，隨著抗彈板的能力及普及度日漸提升，各國可能為了因應抗彈板而採用中間型威力彈作為制式彈藥。因此，未來專門的精確射手步槍發展很可能會慢慢式微並最終消失，改為高通用性槍枝的其中一種狀態代替。

## 各種種類
- QBU-191
- M14 系列：
  - M21 DMR／M21A5“瘋馬”
  - M25 DMR
  - M14 DMR
  - M39增強型精確射手步槍
  - Mk 14增強型戰鬥步槍
- AR 系列：
  - SR-25／Mk 11 Mod 0
  - M110狙擊步槍
  - Mk 12 Mod 0/1
  - 美國陸軍班用精確射手步槍(SDM-R)（英语：United States Army Squad Designated Marksman Rifle）
  - 美國海軍陸戰隊班用先進射手步槍(SAM-R)（英语：United States Marine Corps Squad Advanced Marksman Rifle）
- FN SCAR-H／PR／TPR（Mk 20）
- HK G3SG/1／PSG1／HK MSG90
- HK G28狙擊步槍
  - M110A1
- AK 系列：
  - SVD狙擊步槍／SVDK狙擊步槍
  - PSL狙擊步槍
  - 塔布克狙擊型步槍

## 備註
1. ↑  Designated marksman，簡稱：DM，直譯為「指定射手」，二戰以前基層指揮官指派射擊技術優秀的士兵擔任，俗稱神槍手。現在歐美軍隊，DM的作用是通過提供精確射擊來加強己方小部隊單位向600米以內的敵方目標的壓制能力，主要是延伸其所在班的有效射程

## 資料來源
1. ↑  . 尖端科技 軍事資料庫.   [2021-10-14].
2. ↑  Snow, Shawn. . Marine Corps Times. 2018-02-14  [2021-10-14]. （原始内容存档于2022-05-17） （英语）.
3. ↑  . 尖端科技 軍事資料庫.   [2021-10-14].
4. ↑  . 尖端科技 軍事資料庫.   [2021-10-14]. （原始内容存档于2017-10-09）.